# Loxsomopsis pearcei
Loxsomopsis pearcei är en ormbunkeart som först beskrevs av Bak., och fick sitt nu gällande namn av William Ralph Maxon. Loxsomopsis pearcei ingår i släktet Loxsomopsis och familjen Loxsomataceae. Inga underarter finns listade.